# صلاح قنصوة
صلاح قنصوة (19 يناير 1936 - 1 أبريل 2019) فيلسوف ومفكر مصري.

## حياته
ولد في القاهرة عام 1936، وهو أحد أشهر أساتذة الفلسفة في العالم العربي، حيث كان أستاذًا في فلسفة الفن، وفلسفة العلوم، وفلسفة العلوم الاجتماعية، والنقد الفني، وأستاذًا في مناهج البحث وعلم الجمال. تخرج في كلية الآداب جامعة القاهرة قسم الفلسفة عام 1957. حصل على الدكتوراه في الفلسفة من جامعة “القاهرة”، ودكتوراه في مناهج البحث من دولة “النرويج”.

## مسيرته
- بدأ حياته العلمية باحثاً في المركز القومي للبحوث الاجتماعية.
- أستاذ ورئيس قسم الفلسفة في كل من جامعة الزقازيق بمصر، وجامعة صنعاء في اليمن.
- أستاذ فلسفة الجمال في أكاديمية الفنون.
- عميد المعهد العالي للنقد الفني بأكاديمية الفنون (1993 - 1996)
- مقرر وعضو لجنة الفلسفة في المجلس الأعلى للثقافة المصري (مرتين).
- خبير بلجنة الفلسفة وعلم الاجتماع في المجمع اللغوي بالقاهرة.
- عضو الرابطة الدولية لنقاد الفن التشكيلي «الأيكا» في باريس.
- عضو مؤسس للجمعية المصرية للفلسفة، والجمعية العربية للفلسفة، وجمعية الدراسات الجمالية، وجمعية النقد الأدبي، وجمعية محبي الفنون الجميلة، والجمعية المصرية للدراسات التاريخية.

## جوائز
- جائزة الدولة التشجيعية (1981).
- وسام العلوم والفنون من الطبقة الأولى (1983).
- جائزة التفوق في العلوم الاجتماعية (1999).
- جائزة الدولة التقديرية.

## مؤلفاته
من أبرز أبحاثه ومؤلفاته:
- فلسفة العلم.
- اغتراب العلم.
- الدين والفكر والسياسة.
- العلم والدين وأسلمة العلم.
- الحقيقة العلمية والإبداع الإنساني.
- العلم الاجتماعي وسيطا بين العلم والتكنولوجيا.
- إطلالة فلسفية داخل العلم والفكر المعاصر.
- نظرية القيم في الفكر المعاصر.
- في فلسفة الفن.
- في فلسفة العلوم الاجتماعية.
- تمارين في النقد الثقافي.
- الموضوعية في العلوم الإنسانية.
- هل قدمت الفنومنولوجيا جديدا للعلوم الإنسانية؟
- هل يمكن فصل الأيديولوجيا عن النظرية الاجتماعية؟
- معوقات البحث الاجتماعي في المجتمع العربي.
- وحدة المنهج وتعدد المنحى في العلوم الاجتماعية.
- الموضوعية عند ماكس فيبر.
- الشك عند «رَسل» بداية طريق أم نهاية المشروع العلمي والنقد الفلسفي في _ التراث الماركسي.
- اعتقال الغرب في علم الاستغراب.
- قراءة مختلفة لعلم الاستغراب.
- ماركس واللاهوت الإنساني.
- الماركسية: إعادة ترتيب.
- مستقبل الفلسفة في القرن الواحد والعشرين.
- العولمة وفلسفة التفكيك.